# Последняя субмарина
Последняя субмарина (яп. 青の６号 Ао но Року-го, букв. «Синяя подводная лодка № 6») — постапокалиптическая трехтомная манга, написанная и проиллюстрированная Сатору Одзавой. Изначально публиковалась в журнале Weekly Shonen Sunday издательства Shogakukan в 1967 году.
Манга была переиздана под названием AO6 и под ним выпускалась в журнале Sebun Comics издательства Seika Bukansha с июня 1997 года после анонса аниме-адаптации. В этот раз она была разделена на 5 томов.
Аниме-адаптацией стал четырёхсерийный OVA-сериал студии Gonzo, вышедший в 1998—2000 годах. Режиссёром аниме выступил Маэда Махиро, а за дизайн персонажей отвечал Рэйндж Мурата. На основе аниме вышло две игры — для PlayStation и Dreamcast.

## Сюжет
Антиутопичное ближайшее будущее. Из-за таяния полярных льдов уровень океана поднялся на 70 метров и большая часть суши оказалась под водой, а миллионы людей погибли. Впрочем, это не последствия глобального потепления или какой-либо катастрофы. Вина за это возлагается на учёного Зорндайка, который построил на Южном полюсе специальные установки по изменению климата Земли. Он же создал при помощи биоинженерии армию из новых видов существ, атакующих оставшихся в живых людей. Противостоит ему объединённый морской флот мировых держав.
Зорндайк собирается задействовать свое новое изобретение. В этот раз его устройство должно поменять местами магнитные полюса Земли, тем самым уничтожить радиационный пояс Земли и стереть с лица планеты всю оставшуюся на суше жизнь.
Кино Маюми, член команды подлодки № 6, разыскивает и приглашает присоединиться к команде бывшего военного Хаями Тэцу, но тот отказывается. Волей судьбы Хаями позже оказывается посреди атаки на базу подлодок и из жалости помогает раненной Мутио, представительнице выведенной Зорндарком расы морских созданий, а сам Хаями попадает на борт подлодки. Флот получает приказ разобраться с Зорндарком. План прост: прибыть на его базу в Антарктиде и использовать ядерные ракеты. Неожиданная атака Верга, командующего силами Зорндарка, рассеивает флот, а Хаями практически тонет в океане. Его спасает Мутио.
Мутио доставляет Хаями на атолл, где он может восстановиться. Там ему помогают осознать, что эти новые создания не являются истинными врагами человечества. С разрешения Иги Токухиро, командира подлодки № 6, Хаями и Кино решают напрямую разобраться с Зорндарком на Южном полюсе перед тем, как флот запустит ракеты.

## Персонажи
Дизайн персонажей, созданный Рэйнджем Муратой, привлекателен и слегка напоминает работу Тосихиро Кавамото в «Cowboy Bebop». Дизайн морских существ сочетает в себе реалистичность и практически диснеевскую мультяшность. Например, Верг, командующий силами Зорндайка, — классический мультяшный образ милитариста — акулочеловек, разгуливающий в самурайских штанах хакама.
Хаями Тэцу — главный герой, наёмник, ранее служивший во флоте, но оставивший его. На начало истории он занимается поиском и продажей ценностей в руинах затонувших небоскребов Токио. Типичный «плохой парень», постоянно курящий сигарету за сигаретой.
Сэйю: Ходзуми Года.
Кино Маюми — восемнадцатилетняя девушка, служащая на японской подлодке Blue 6. Соответствует привычному милому типу персонажей.
Сэйю: Юкана Ногами.
Зорндайк — в прошлом успешный учёный. Создатель армии новых видов существ, противостоящей человечеству.
Сэйю: Такэси Вакамацу.
Мутио — представительница морской расы, созданной Зорндайком. Отвергнута своими сородичами после того, как к ней прикоснулся спасший её Хаями. Позже она сама спасает Хаями и входит с ним в контакт. Единственная из своей расы с красными глазами.

## Манга
Оригинальная манга была создана Сатору Одзавой и выходила в журнале Shōnen Sunday издательства Shogakukan с 8 января по 5 ноября 1967 года. Она была собрана в три танкобона и издана Akita Shoten с марта по август 1974 года. Позже манга была переработана и выпущена с новыми обложками, созданными Кадзутакой Миятакэ, для соответствия с выходящей OVA. Новая версия вышла с подзаголовком AO6. Она изначально печаталась в журнале Sebun Kansha издательства Seika Bunkansha, а позже была собрана в пять томов с новыми обложками, а затем переиздана в двухтомном кандзэмбан издании в октябре 1999 года. Другое двухтомное издание вышло 20 июня 2011 года.
Ao no Roku-gō
| 1. Āā Yamato! (яп. ああヤマト! А:а: Ямато!, Oh Yamato!) 2. Makkusu tōjō!! (яп. マックス登場!! Маккусу то:дзё:!!, Max Appears!!) 3. Hōtō gyorai (яп. 砲塔魚雷 Хо:то: гёрай, Torpedo Turret) 4. Saibōgu (яп. サイボーグ Сайбо:гу, Cyborg) | 1. Yamato hakken (яп. ヤマト発見 Ямато хаккэн, Yamato Discovery) 2. Yamato no Taiketsu (яп. ヤマトの対決 Ямато но Тайкэцу, Confrontation of Yamato) 3. Ao Roku yabu reru (яп. 青6破れる Ао Року ябу рэру) 4. Sora kara no kōgeki (яп. 空からの攻撃 Сора кара но ко:гэки, Attacks From the Sky) |

| - Ao no Roku-gō (яп. 青の6号 Ао но Року-го:, Blue No.6) 1. Honkyoku osowaru!! (яп. 本局襲わる!! Хонкёку осовару!!, Osowaru Headquarters!!) 2. Oshidasa reta Ao Roku (яп. おしだされた青6 Осидаса рэта Ао Року, The Extruded Blue 6) 3. B-gō pusshu (яп. B号プッシュ B-го: пуссю) 4. Fujō shita honkyoku (яп. 浮上した本局 Фудзё: сита хонкёку, Headquarters has Emerged) 5. Namida no saikai (яп. 涙の再会 Намида но сайкай, Reunion of Tears) | 1. Himitsu keikaku (яп. 秘密計画 Химицу кэйкаку, Secret Plan) 2. Makkusu metsubō (яп. マックス滅亡 Маккусу мэцубо:, Max Destruction) - D Rain (яп. Dライン D Line) 1. Raigeki-sen yoi (яп. 雷撃戦用意 Райгэки-сэн ёй, Lightning Warefare) 2. Shitō (яп. 死闘 Сито:, Mortal Combat) 3. Shukumei (яп. 宿命 Сюкумэй, Fate) |

Ao no Roku-gō AO6
| № | Заглавие             | Дата публикации | ISBN               |
| - | -------------------- | --------------- | ------------------ |
| 1 | Sōgū-hen (遭遇編)    | Июнь 1997       | ISBN 9784418975174 |
| 2 | Kakutō-hen (格闘編)  | Сентябрь 1997   | ISBN 9784418975181 |
| 3 | Kaisen-hen (会戦編)  | Ноябрь 1997     | ISBN 9784418975211 |
| 4 | Gekisen-hen (激戦編) | Март 1998       | ISBN 9784418975297 |
| 5 | Sōryoku-hen (総力編) | Ноябрь 1998     | ISBN 9784418985142 |

## OVA
Режиссёром аниме стал Маэда Махиро, сценаристом — Хироси Ямагути, а за дизайн персонажей отвечал Рэйндж Мурата и Такухито Кусанаги. В OVA сочетаются 2D-изображения персонажей и 3D-эффекты.
OVA лицензировано в России MC Entertainment и выпущено под названием «Последняя субмарина». В США изданием OVA занималась Bandai Entertainment в 2000 году, а позже было перелицензировано Discotek Media и перевыпущено на DVD и Blu-ray 24 сентября 2013 года.
Четыре серии OVA были переделаны в единый «фильм» для трансляции по телевидению, при этом были вырезаны самые кровавые сцены, а также Хаями перестал курить.
Коллекционный набор DVD был выпущен в Японии под названием Blue Submarine No. 6 Blue Fleet Box (яп. 青の6号 BLUE FLEET BOX Ao no Roku-gō Blue Fleet Box). В него вошли три диска, на первых двух было записано по две серии OVA, а на третьем содержатся дополнительные материалы, такие как интервью с Сатору Одзавой, создателями OVA, включая Махиро Маэду, и игры на PlayStation — Blue Submarine No. 6: Antarctica.
Как свойственно множеству произведений в жанре научной фантастики, создатели уделили много внимания техническим деталям и окружающему миру при разработке, даже если большая часть этой информации не заметна в аниме. Большая часть этой информации была включена в качестве бонусного материала на DVD, включая историю «Синего флота» и характеристики всех подлодок в его распоряжении, начиная от их размеров и вплоть до водоизмещения, подводной скорости и максимальной глубины погружения.
| № | Название | Дата выхода          |
| - | -------- | -------------------- |
| 1 | Blues    | 25 октября 1998 года |
| 2 | Pilots   | 25 февраля 1999 года |
| 3 | Hearts   | 25 августа 1999 года |
| 4 | Minasoko | 25 марта 2000 года   |

### Музыка
Музыкальное сопровождение в аниме джазовое и было записано рок-н-ролльным биг-бендом The Thrill. Саундтрек был выпущен в виде двух альбомов: Blue Submarine No.6 Original Soundtrack Part.1 (яп. 青の6号　オリジナル・サウンドトラック Part.1 Ao no 6-gō Original Soundtrack Part.1), вышедший 28 октября 1998 года, и Blue Submarine No. 6 Original Soundtrack Part.2 (яп. 青の6号　オリジナル・サウンドトラック Part.2 Ao no 6-gō Original Soundtrack Part.2), выпущенный 28 апреля 1999 года.

## Игры
На основе OVA были выпущены две видеоигры. Первая из них была разработана и издана Bandai Visual для PlayStation 28 сентября 2000 года под названием Blue Submarine No. 6: Antarctica (яп. 青の6号 Antarctica Ао но Року-го: Антарктика). К ней был также выпущен одноименный саундтрек 28 июля 2000 года.
Второй игрой стала Blue Submarine No.6: -Time and Tide- (яп.  青の6号 歳月不待人 -TIME AND TIDE- Ао но Року-го: Сайгэцу Фуматибито -Time and Tide-, букв. «Синяя № 6: Время бездействия -Время и прибой-»), разработанная и изданная Sega для Dreamcast 7 декабря 2000 года.

## Восприятие
OVA-сериал «Последняя субмарина» был помещен на 70 место среди лучших аниме всех времен японским журналом Animage в 2001 году. В аналогичном рейтинге Anime Invasion журнала Wizard он оказался на 25 строчке. Сообщество по продвижению японской анимации наградило его как «Best OVA, U.S. Release» в 2000 году.
В OVA сочетается 2D-изображения персонажей и 3D-эффекты. 3D использовалось в основном для эффектов и крупных деталей окружения, таких как подлодки. Различные эффекты использовались, чтобы контраст не бросался в глаза: например, острые углы скрываются тенями, и камера никогда не задерживается на эффектах, передвигаясь дальше. Подобное движение также помогает создать чувство тревоги и скорости. Повествование приостанавливается только во время взаимодействия людей, где в сценах используется только традиционная анимация.
Попытки сочетания 2D и 3D к моменту выхода OVA не были чем-то новым. Наиболее успешным был вариант с использованием 3D лишь для одного крупного объекта, как, например, крутящаяся космическая колония в Mobile Suit Gundam: Char’s Counterattack или падающий астероид в полнометражном Sailor Moon R the Movie: Promise of the Rose. «Последняя субмарина» заходит в этом чуть дальше: в 3D изображается не только подлодка, но и вода и все остальное окружение персонажей. Джули Дэвис в книге Anime Classics ZETTAI! 100 Must-See Japanese Animation Masterpieces называет получившееся сочетание элегантным и удачно избегающим ловушек, в которые попали более поздние «Метрополис» и «Граф Монте-Кристо». В то же время рецензент ANN считает его неудачным, особенно на фоне таких ранних работ как Cowboy Bebop.
Для короткого сериала скорость развития событий в OVA идеальна — сюжет не затягивается и не выглядит урезанным. История произведения содержит явный экологический посыл: Зорндайк из тех злодеев, что желает наказать человечество за то, как оно обращается с Землёй. Впрочем, настоящим врагом становится его эгоизм, которому противопоставляется умение сострадать и сопереживать Хаями.
Подбор музыки по мнению рецензента ANN также неудачен — к столь серьёзной истории, по его мнению, больше подошла бы более эпичная музыка, такая как звучащая в The Vision of Escaflowne или The End of Evangelion. Но все это по мнению рецензента не имеет особого значения, так как история все равно вышла отличной.